# 伊萊亞娜公主 (羅馬尼亞)
罗马尼亚的伊萊亞娜公主（英語：Princess Ileana of Romania，1909年1月5日—1991年1月21日）是奥地利帝国大公夫人和罗马尼亚王国公主。她的首任丈夫是来自哈布斯堡-洛林王朝意大利分支的安東大公。
伊萊亞娜公主的父亲是罗马尼亚国王斐迪南一世，母亲爱丁堡的玛丽則是英国维多利亚女王的孙女。
1931年，她和奥地利的安东大公结婚。她婚后育有六名孩子。在安东大公入伍納粹德國空軍后，她在维也纳設置医院为受伤的罗马尼亚士兵治疗。
1947年，罗马尼亚王室被推翻。她一家最终流亡到美国。